# Claude Confortès
Claude Confortès (Saint-Maur-des-Fossés, 28 de febrer de 1928 – Bry-sur-Marne, 15 de juny de 2016) va ser un director i actor teatral i cinematogràfic francès.

## Biografia
Va iniciar la seva carrera al Teatre Nacional Popular sota la direcció de Jean Vilar. Va ser en aquesta època ajudant de Peter Brook.
També va ser dramaturg, autor de la peça Le Marathon (Éditions Gallimard), traduïda a 30 idiomes i representada en nombrosos països. Va ser a més un pioner de l'adaptació a l'escena de les historietas dibuixades. El 1968 va adaptar els dibuixos de Georges Wolinski i va portar a escena la peça Je ne veux pas mourir idiot, que va aconseguir un gran èxit de públic. Continuant amb la seva col·laboració amb Wolinski, tots dos van escriure Je ne pense qu'à ça, obra representada en el Théâtre Gramont, també amb gran èxit de públic. Diversos anys més tard, el 1975, sempre amb Georges Wolinski, van escriure Le roi des cons, peça duta a escena al Théâtre de la Gaîté-Montparnasse.
També va escriure, va adaptar, va interpretar i va dirigir nombroses peces teatrals, a més de dirigir una companyia pròpia. Va destacar la seva adaptació a l'escenari i a la pantalla de l'obra Vive les femmes ! a partir de les historietes de Jean-Marc Reiser.
Claude Confortès va morir el 15 de juny de 2016 en Bry-sur-Marne, França. Tenia 88 anys.

## Filmografia

### Director
- 1981: Le Roi des cons amb Francis Perrin
- 1984: Vive les femmes ! amb Catherine Leprince, Maurice Risch i Roland Giraud
- 1986: Paulette, la pauvre petite milliardaire amb Catherine Leprince

### Actor
- 1959: Julie la rousse de Claude Boissol amb Daniel Gélin
- 1960: Zazie dans le métro de Louis Malle amb Philippe Noiret
- 1962: La Guerre des boutons d'Yves Robert amb Jacques Dufilho
- 1963: Le Chevalier de Maison Rouge de Claude Barma
- 1964: Gaspard des montagnes de Claude Santelli per Henri Pourrat, dirigida per Jean-Pierre Decourt: Benoni
- 1964: Behold a Pale Horse de Fred Zinnemann amb Gregory Peck
- 1964: La Chance et l'amour de Claude Berri amb Bernard Blier
- 1964: 325 000 francs de Jean Prat amb Roger Vaillant
- 1964: Lucky Jo de Michel Deville amb Eddie Constantine
- 1964: Les Cinq Dernières Minutes : Fenêtre sur jardin de Claude Loursais
- 1965: Le Théâtre de la jeunesse : Sans-souci ou Le Chef-d'œuvre de Vaucanson d'Albert Husson, realització Jean-Pierre Decourt
- 1967: Lagardère (telefilm) de Jean-Pierre Decourt
- 1967: Les Cinq Dernières Minutes, episodi 'Voies de faits de Jean-Pierre Decourt, sèrie de televisió
- 1968: Les Compagnons de Baal (telefilm) de Pierre Prévert: Le brigadier
- 1969: Les Patates de Claude Autant-Lara amb Pierre Perret
- 1970: Le Cinéma de papa de Claude Berri amb Yves Robert
- 1970: Les Choses de la vie de Claude Sautet amb Romy Schneider
- 1970: Nous n'irons plus au bois de Georges Dumoulin
- 1971: La Duchesse de Berry de Jacques Trébouta: un soldat
- 1972: Les Six Hommes en question de Frédéric Dard i Robert Hossein, realització Abder Isker
- 1972: Aimez-vous les uns les autres... mais pas trop de Daniel Moosmann: le barman
- 1974: Les Cinq Dernières Minutes, de Claude Loursais, episodi Rouges sont les vendanges
- 1975: Laberinto, curtmetratge mexicà de Carlos Velo
- 1977: Diabolo menthe de Diane Kurys amb Yves Rénier: le confectionneur voyeur
- 1984: Vive les femmes ! de Claude Confortès amb Catherine Leprince
- 1986: Cinématon #854 de Gérard Courant
- 1986: Paulette, la pauvre petite milliardaire de Claude Confortès amb Catherine Leprince
- 1986: 37°2 le matin de Jean-Jacques Beineix amb Jean-Hugues Anglade i Béatrice Dalle
- 1990: Le Dénommé de Jean-Claude Dague amb Philippe Léotard
- 1993: Pas d'amour sans amour ! d'Évelyne Dress amb Patrick Chesnais
- 1997: Amours décolorées de Gérard Courant amb Philippe Sollers

### Ajudant de director
- 1966: Le Vieil Homme et l'Enfant de Claude Berri
- 1968: Mazel Tov ou le Mariage de Claude Berri
- 1970: Le Pistonné de Claude Berri

## Autor de teatre
- 1957: Le Mystère du trèfle à trois feuilles
- 1958: Le Gisant
- 1967: Les Amours de la marchande d'épices
- 1968: Je ne veux pas mourir idiot
- 1969: Je ne pense qu'à ça
- 1979: C'est l'an 2000 ! C'est merveilleux !
- 1972: Le Marathon
- 1975: La Tribu d'argile
- 1975: Le Roi des cons
- 1980: Le Gâteau aux myrtilles
- 1982: Le Prisonnier Vaniek est vivant
- 1984: Les Argileux
- 1989: L'Innocentement
- 1992: Les Olympiennes
- 1992: Vive les femmes, con Jean-Marc Reiser
- 1996: Les Mille Commissions de l'Europe céleste
- 1998: Amour 2041
- 1998: La Plaie - Dialogue d'un homme avec sa plaie
- 2000: Déshonorons la guerre
- 2002: Le Respect du public (Conferencia)
- 2006: Louise
- 2010: De théâtre et d'eau fraîche